# Cathedra Petri

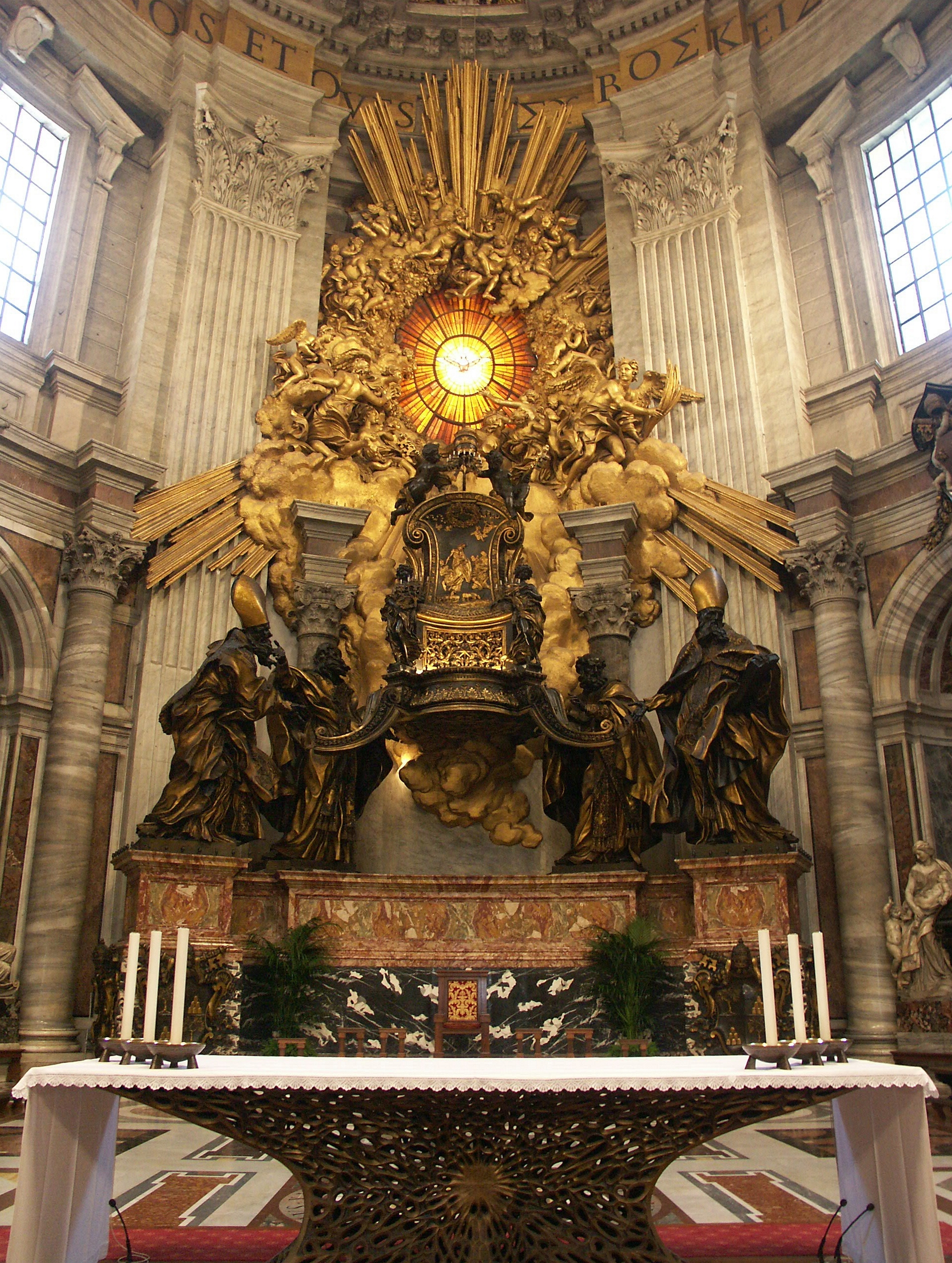
Katedra svatého Petra

Petrův stolec či Petrův trůn (latinsky Cathedra Petri, italsky La Cattedra di San Pietro) je veliký relikviář v apsidě baziliky svatého Petra, který tvoří nástavec oltáře. Je to pozlacený dřevěný trůn v barokním bronzovém baldachýnu se sochami. Relikvie z trůnu podle římské tradice měla patřit prvnímu papeži svatému Petrovi.

## Historie
S myšlenkou vytvoření monumentálního relikviáře v apsidě baziliky, který by vyvýšil a oslavil nejvzácnější relikvii Svatopetrské baziliky, přišel papež Alexandr VII. V roce 1657 pověřil sochaře a architekta Gian Lorenza Berniniho, aby takový monument navrhl. Podle malého umělcova návrhu připravili jeho žáci větší model. Na návrh malíře Andrey Sacchiho Bernini svou původní skicu přepracoval a do nového návrhu zakomponoval také okno, aby apsidu shora prosvětlovalo. V roce 1666 dotvořil okno sklomalbou letící holubice Ducha svatého.

## Popis

### Relikviář a křeslo
Jádrem kompozice je bronzový trůn s barokním volutovým opěradlem, na němž je zlacený reliéf papeže při korunovaci císaře Karla II. Holého. Trůn drží dvě bronzové sochy adolescentních andělů, stojících na soklu. Jde o kovovou schránu, ve které je vložen jako relikvie středověký trůn dřevěný. Od nepaměti se věřilo v pravost svatopetrské relikvie, ačkoliv osud sv. Petra a jeho raně středověké baziliky to vylučují. Za pravděpodobnější již Alexandr VII. s Berninim považovali trůn, který dostal darem papež Jan VIII. od franckého krále Karla II. Holého po jeho císařské korunovaci v Pavii z roku 875. Darovací akt byl písemně doložen, zatímco původní biskupská katedra byla kamenná a zůstala v bazilice sv. Jana v Lateráně.

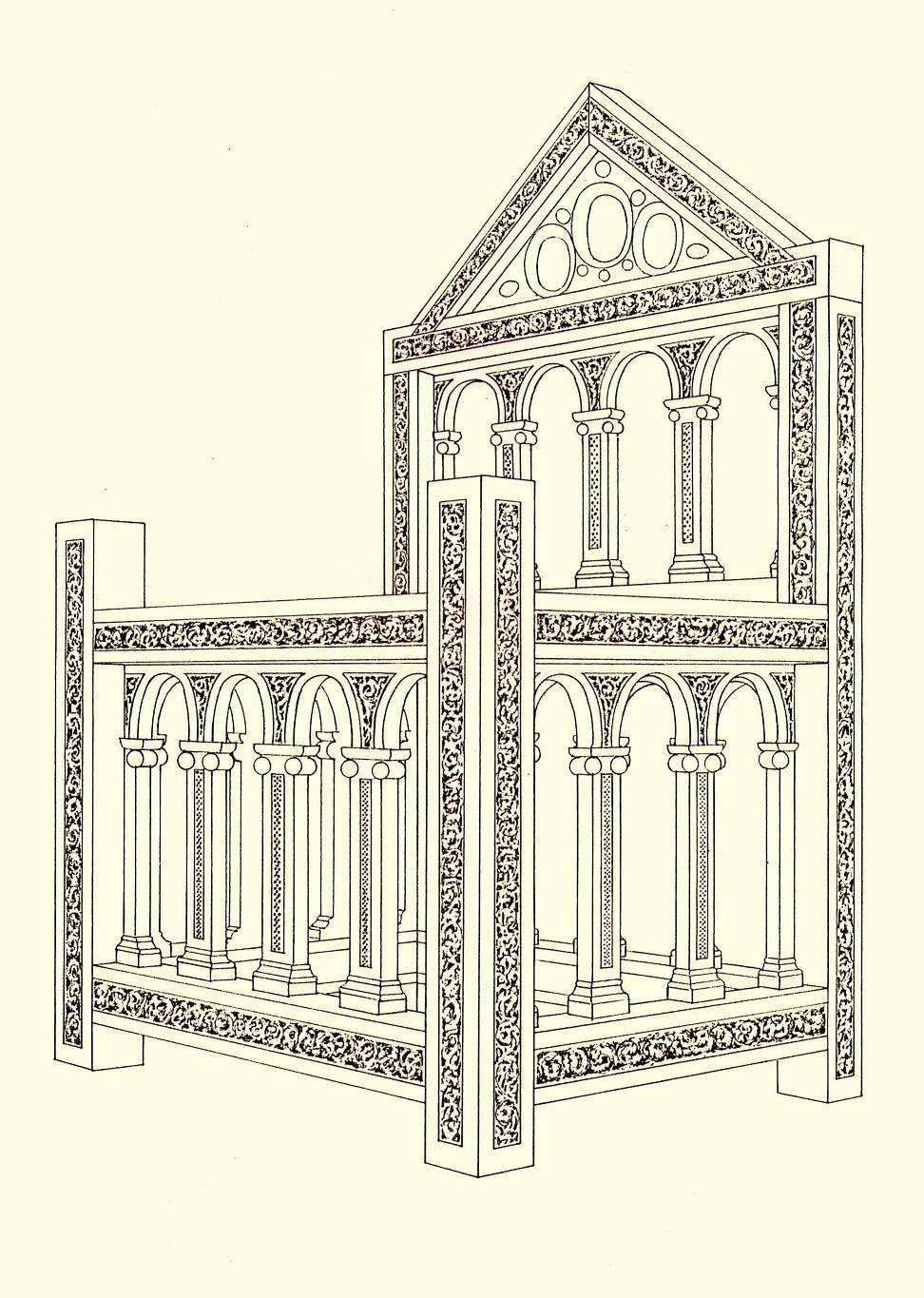
Kresba dochovaných částí křesla

Teprve v roce 1867 nařídil papež Pius IX. schránu otevřít a dřevěný trůn veřejně vystavit. Historikové a restaurátoři tehdy relikvii prozkoumali, zdokumentovali a potvrdili, že stáří dřeva a tvar křesla odpovídají stylu a degradaci materiálu z raného středověku. První dendrologický průzkum dřeva mohl být proveden až za pontifikátu Pavla VI. v letech 1967-1968. Potvrdil, že dřevo katedry pochází ze stromů pokácených ve třicátých letech 9. století. Tehdy byl originál restaurován, vystaven veřejnosti a zhotoveny z něj dvě kopie, jedna expozici Vatikánských muzeí a druhá pro Germánské národní centrální muzeum v Mohuči. Podle analogií byla na nohy trůnu doplněna chybějící deska s šachovnicovitě uspořádanými obkladovými destičkami ze slonoviny. Dlouhodobý výzkum skončil publikací v roce 2016. 
Relikviář trůnu je završen bronzovou papežskou mitrou a Petrovým klíčem od nebeské brány, které nesou dva andílci. Podstavec trůnu tvoří zároveň střechu bronzového baldachýnu, rozepjatého nad oltářní menzou. Původní tabernákl se nedochoval. 

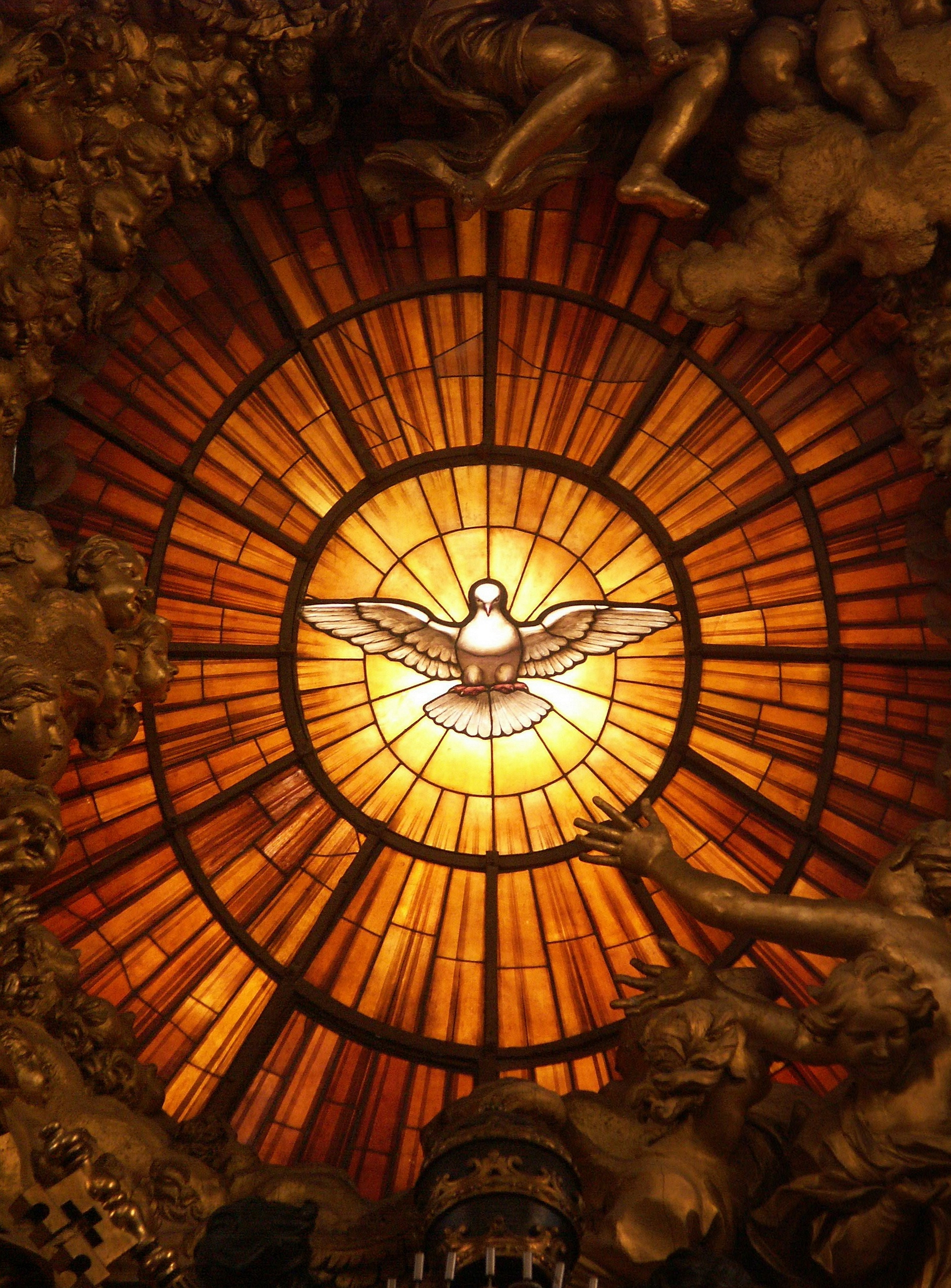
Okno s holubicí

Oltář již od roku 2000 neslouží liturgii, byl nahrazen novou oltářní menzou čelem k lidu.

### Oltář a sochy církevních učitelů
Bernini vložil relikviář do architektury barokního oltáře, na němž je mezi dva sloupy vsazen členitý plastický oblak, jehož konstrukce nese jak relikviář, tak sochy andělů s baldachýnem. Na oltářní menze je doprovázejí čtyři bronzové sochy církevních učitelů, kteří gesty na výjev upozorňují: po pravé straně to jsou dva představitelé západní církve římskokatolické Svatý Augustin a Svatý Ambrož, po levé straně učitelé východních církví svatý Jan Zlatoústý a za ním svatý Atanáš, symbolizují svornost všech křesťanských církví. Odlitky soch počátkem roku 1663 dodali kovolitci Ferrata, Raggi a Lazzaro Morelli. Ikonografii díla objasnil papež Benedikt XVI. roku 2012.

### Nimbus a okno
Mezi pilastry chrámové zdi je vsazen třetí - nejvyšší díl kompozice. Sestává z paprsčité svatozáře (nimbu), posázené třemi desítkami vířících soch andílků. Září jako sluncová monstrance kolem oválného okna, ve kterém je vykládaná holubice Ducha svatého ve zlatém rámu, podle slovenských údajů z českého křišťálového skla, podle Němců z alabastru. Ranní sluneční paprsky ozařují relikviář zvláštním světlem.

## Druhá katedra sv. Petra

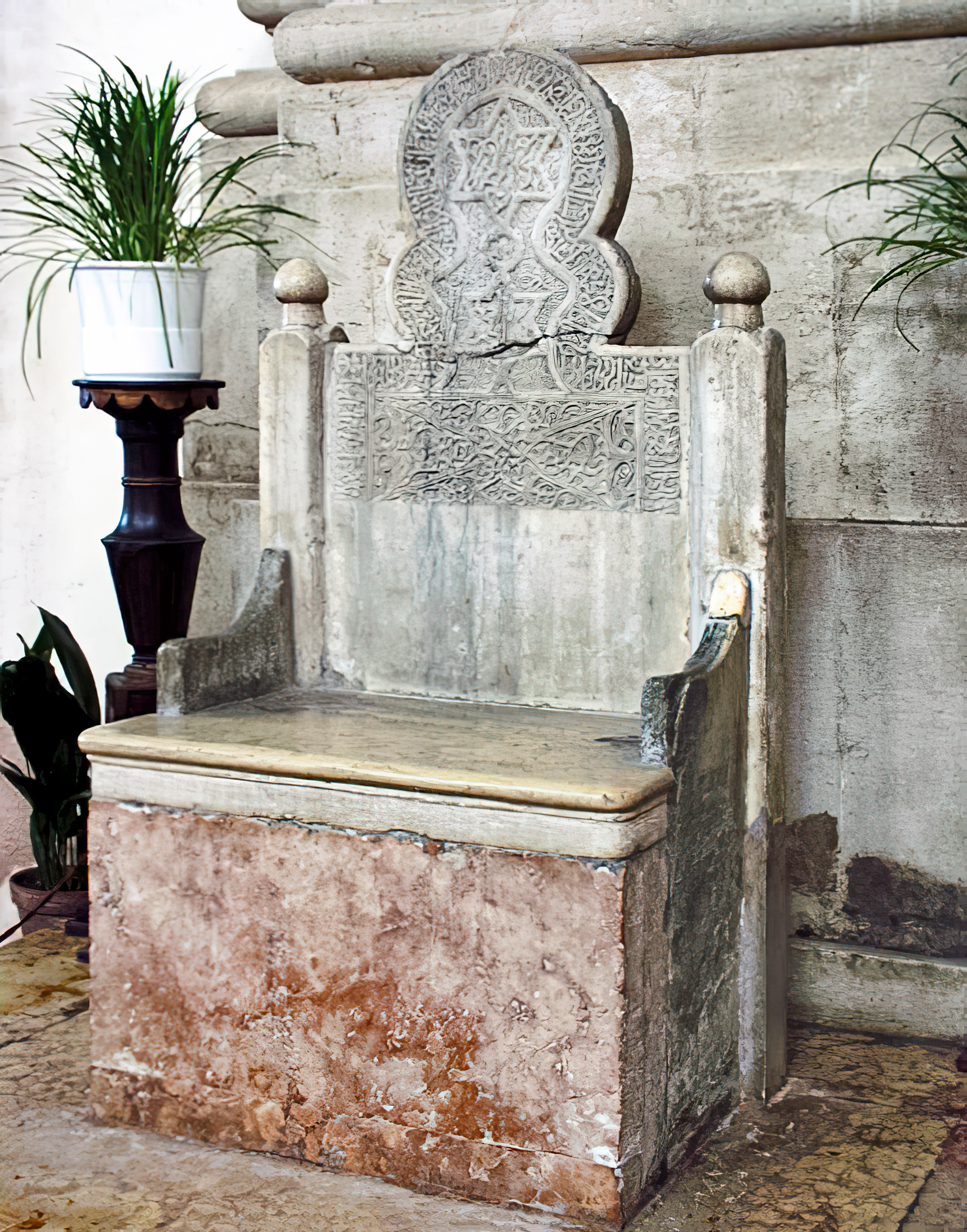
Katedra sv. Petra v Benátkách, chrám San Pietro di Castello, 9. století

Druhý stolec, uctívaný jako katedra sv. Petra, je zhotoven z bílého mramoru s abstraktní ornamentální výzdobou na opěradle. Ta svědčí spíše pro islámský původ z období invaze v 8.- 9. století. Je postaven v kostele sv. Petra v Benátkách (San Pietro di Castello), který býval sídlem řeckokatolického patriarchátu. Tento trůn daroval byzantský císař Michael III. benátskému dóžeti z údajného Petrova působiště v Antiocheji.